# Israel Journal of Chemistry
Israel Journal of Chemistry (abrégé en Isr. J. Chem.) est une revue scientifique à comité de lecture qui publie des articles dans tous les domaines de la chimie.
D'après le Journal Citation Reports, le facteur d'impact de ce journal était de 2,221 en 2014. Le directeur de publication est Ehud Keinan (Technion, Israël) .